# Нортгемптон
Нортге́мптон (англ. Northampton) — місто у Великій Британії, адміністративний центр англійського графства Нортгемптоншир. Населення 195 тис. чоловік (2004).
Був важливим містом у період Середньовіччя, але згодом втратив свій статус. У 1261—1265 рр. тут існував третій університет Англії. У пам'ять про цей університет вже у 21 столітті місцевий коледж був підвищений до статусу університету.